# Benjamin Reymond
Benjamin Reymond (5 ottobre 1997) è un giocatore di football americano svizzero che gioca nel ruolo di defensive back per i Lausanne LUCAF Owls.